# خاکستر و باد
خاکستر و باد یک مجموعه تلویزیونی محصول سال ۱۳۸۰ به کارگردانی جهانبخش لک، محصول شرکت ملی پالایش و پخش فرآورده‌های نفتی ایران می‌باشد.

## بازیگران
- مصطفی عبداللهی
- فلور نظری
- رامسین کبریتی
- مریم بوبانی
- آزیتا لاچینی
- پردیس افکاری
- جهانگیر صمیمی‌فرد
- حسین توشه
- رضا افشار
- رضا صادقی
- علیرضا اوسیوند
- سپیده درودیان
- سیامک اشعریون
- سیامک حلمی
- علیرضا سبط احمدی
- شهرزاد عبدالمجید
- علی فرهادزاده
- فرشاد اسدالله‌پور
- کوشا برادران
- گلاره ملاباقری
- محمد آقامحمدی
- مهرداد ابروان
- مهرداد فلاحتگر
- مهری ودادیان
- میرطاهر مظلومی
- نادر داهیم
- یاسمین درودیان